# 花樣滑冰Stars
《花樣滑冰Stars》是J.C.STAFF制作的日本電視動畫。本作是原創動畫，講述了一群高中生致力於團體花样滑冰競技Skate-Leading的故事。於2021年1月在TOKYO MX、每日放送和BS11播放。日本以外地區於2020年12月27日網路首播。
原定於2020年7月開始播放，但由于2019冠狀病毒病日本疫情的影響而延期。

## 登場人物

### 主要人物
前島絢晴
聲：內田雄馬、小市真琴（小學生）（日本）；陳灝瑋、黃鳳英（小學生）（香港）
男主角。戌尾之台高中一年級生。運動神經發達，模仿力極強，小時候因為參加小學組全國大賽敗給了視為勁敵的篠崎怜鳳而退出花滑。在高中時受到流石井隼人的邀請重回花滑，也加入了戌尾之台的花滑社。
流石井隼人
聲：古川慎（日本）；李安邦（香港）
戌尾之台高中一年級生。篠崎怜鳳的同父異母的弟弟，帶領篠崎進入花滑世界的人。邀請前島重回花滑，也轉學加入戌尾之台。
篠崎鳳
聲：神谷浩史、島袋美由利（小學生）（日本）；梁偉德、張頌欣（小學生）（香港）
聖克拉維斯學院一年級生。被視為天才的花滑選手，被前島視為勁敵，以前是單人花滑，要升高中時宣布改戰團體花滑。
寺內正太郎
聲：日野聰（日本）；麥皓豐（香港）
戌尾之台高中三年級生。花滑部部長。重視團隊和諧，也非常信賴自己的隊友，位置是後衛。前島先前都叫他「小正」。
桐山樹
聲：前野智昭（日本）；李鎮然（香港）
戌尾之台高中三年級生。花滑部副社長。十分嚴厲，位置是前鋒。
望月雪光（（もちづき ゆきみつ））
聲：花江夏樹（日本）；胡家豪（香港）
戌尾之台高中三年級生。花滑部經理，暁光的哥哥。
望月曉光
聲：土田玲央（日本）；鍾見麟（香港）
戌尾之台高中二年級生。位置是側翼，花滑部經理雪光的弟弟。
城之內颯太
聲：千葉翔也（日本）；關令翹（香港）
戌尾之台高中二年級生。位置是後衛，開始滑冰是因為想出名。自創了一個把妹守則，經常在練習跳繩時，邊練邊念。
窪田智之
聲：佐藤元（日本）；黃積權（香港）
戌尾之台高中一年級生。前島的朋友，花滑部成員，因前島加入而變成候補。
姬川泉澄
聲：梅原裕一郎（日本）；黃啟昌（香港）
狐原高中一年級生。原先為戌尾之台的前鋒，但因為以前的教練被聘請到狐原而轉學，是狐原的王牌。
冰室泰冴
聲：小野友樹（日本）；李致林（香港）
聖克拉維斯學院三年級生。花滑社部部長，和寺內、桐山是初中的隊友。
倉吉虎之助
聲：竹田海渡（日本）；陳耀楠（香港）
聖克拉維斯學院一年級生。
久遠寺夢空
聲：齊藤壯馬（日本）；曹啟謙（香港）
橫濱超級環球中學一年級生。被稱作第二王子，和前島一樣正和篠崎競爭，自己邀請演藝界的朋友組成團體參加比賽，最後落敗。
石川一
聲：野島裕史（日本）；李凱傑（香港）
中帝大附屬上前津高中三年級生。雙胞胎哥哥，默契絕佳，父親為中帝大花滑社的教練，是隊上的王牌。
石川二
聲：野島健兒（日本）；李凱傑（香港）
中帝大附屬上前津高中三年級生。雙胞胎弟弟。

### 戌尾之台高中
安達拓海
聲：三上哲（日本）；潘文柏（香港）
戌尾之台高中花滑教練，為現役職業花滑選手，但因為腰部受傷在休養所以現在到戌尾之台當一年的教練。

### 聖克拉維斯學院
道長悠馬
聲：田丸篤志（日本）；陳卓智（香港）
二年級生。
山下龍也
聲：榎木淳彌（日本）；雷霆（香港）
二年級生。

### 狐原高中
味方正嗣
聲：土岐隼一（日本）；胡家豪（香港）
二年級生。
朱盆佑
聲：市川蒼（日本）；李凱傑（香港）
二年級生。
佐藤優樹
聲：坂泰斗（日本）；陳耀楠（香港）
三年級生。
五十嵐駿
聲：安田陸矢（日本）；蘇強文（香港）
三年級生。
熊田啟司
聲：魚建（日本）；黃子敬（香港）
教練。

### 橫濱超級環球中學
花野唯織
聲：石谷春貴（日本）；李凱傑（香港）
一年級生。
御門萬里
聲：山下誠一郎（日本）；蘇強文（香港）
一年級生。
洲崎翔
聲：小林大紀（日本）；李致林（香港）
一年級生。
蓮城瑠衣
聲：水中雅章（日本）；陳卓智（香港）
一年級生。

### 中帝大附屬上前津高中
鈴木康晴
三年級生。
雲寶賢人
聲：鈴木崚汰（日本）；鍾見麟（香港）
三年級生。
鬼頭正巳
聲：廣瀨裕也（日本）；關令翹（香港）
三年級生。
石川元
聲：野島昭生（日本）；招世亮（香港）
教練。石川一及石川二的父親。

### 其他
三浦貴匡
聲：東地宏樹（日本）；葉振聲（香港）
記者。
阿部
聲：中原麻衣（日本）；沈小蘭（香港）
旁述。
山田
聲：坂田將吾（日本）；陳耀楠（香港）
寺東
聲：小林千晃（日本）；劉奕希（香港）
入江
聲：梶原岳人（日本）；鍾見麟（香港）
關田
聲：千葉一伸（日本）；蘇強文（香港）

## 製作人員
- 原作：谷口悟朗、萬代南夢宮藝術、J.C.STAFF
- 總導演：谷口悟朗[4]
- 導演：福島利規[4]
- 系列構成、劇本：木村暢[4]
- 角色設計：樞簗[4]
- 角色設計、作畫總監：伊東葉子[4]
- 服裝設計：Osare Company[4]
- 美術監督：奥村泰浩[4]
- 色彩設計：店橋真弓[4]
- 攝影監督：廣瀨唯希[4]
- 編輯：瀧川三智[4]
- 音響監督：明田川仁[4]
- 音樂：高橋諒[4]
- 編舞、演出導演：TETSU[4]
- 共同編舞：小林宏一[4]
- 動畫製作：J.C.STAFF[4]

## 主題曲
片頭曲《Chase the core》
作詞、作曲、編曲：R·O·N；主唱：佐久間貴生
片尾曲《JUMP》
作詞、主唱：仲村宗悟；作曲：片山義美；編曲：村山☆潤

## 各話列表
| 話數   | 日文標題 | 中文標題 | 劇本   | 分鏡                 | 滑冰分鏡 | 演出              | 作畫監督                                                                                                 | 總作畫監督 | 首播日期 （2021年） |
| ------ | -------- | -------- | ------ | -------------------- | -------- | ----------------- | --- | ---------- | ------------------- |
| 第1話  |          | 盟約     | 木村暢 | 谷口悟朗             | 福島利規 | 野上良之          | 伊東葉子、林信秀、河野直人 畠山佳苗、植竹康彦                                                            | 伊東葉子   | 1月10日             |
| 第2話  |          | 空白期   | 木村暢 | 杉島邦久             | 福島利規 | 清水一伸          | 河野直人、中林蘭子 宮口久美、中熊太一                                                                    | 小松沙奈   | 1月17日             |
| 第3話  |          | 自我中心 | 木村暢 | 塚田拓郎             | 福島利規 | 野上良之          | 富田收子、西野佳佑、宮口久美、中林蘭子 中村真悟、堀光明、前原薰、                                        | 伊東葉子   | 1月24日             |
| 第4話  |          | 刺激     | 木村暢 | 杉島邦久             | －       | 上野史博 福島利規 | 松本勝次、管振宇、李少雷、金海淑                                                                         | 小松沙奈   | 1月31日             |
| 第5話  |          | 羈絆     | 木村暢 | 鈴木行 谷口悟朗      | －       | 粟井重紀          | 鈴木彩乃、西野佳佑、二宮奈那子、中村真悟 趙曉昕、、粟井重紀、奧野浩行                                    | 伊東葉子   | 2月7日              |
| 第6話  |          | 逡巡     | 木村暢 | 佐山聖子             | 福島利規 | 小林彩            | 小松沙奈、鈴木彩乃、中山由美、館崎大 河野直人、植竹康彥、永井里奈、森悅史                                | 小松沙奈   | 2月14日             |
| 第7話  |          | 決斷     | 木村暢 | 杉島邦久             | 福島利規 | 前屋俊廣          | 桝井一平、山本徑子                                                                                       | 富田收子   | 2月21日             |
| 第8話  |          | 王者     | 木村暢 | 森川さやか           | 福島利規 | 野上良之          | 中熊太一、中林蘭子、河野直人、宮口久美 佐佐木綾                                                          | 伊東葉子   | 2月28日             |
| 第9話  |          | 單前鋒   | 木村暢 | 中原禮、宮浦栗生     | 福島利規 | 秋田谷典昭        | 西野佳佑、都築裕佳子、Lee Bu-hee                                                                         | 小松沙奈   | 3月7日              |
| 第10話 |          | 總決戰   | 木村暢 | 杉島邦久、森川さやか | －       | 粟井重紀          | 桝井一平、山本径子                                                                                       | 富田収子   | 3月14日             |
| 第11話 |          | 圓滿     | 木村暢 | 福島利規             | －       | 小林彩            | 西川繪奈、鈴木彩乃、小野和美、都築裕佳子 小川浩司、アラタハヤト、村上雄、高橋みか 西野佳佑、趙暁昕、ENGI | 小松沙奈   | 3月21日             |
| 第12話 |          | 盟友     | 木村暢 | 谷口悟朗             | 福島利規 | 野上良之          | 中林蘭子、佐佐木綾、三沢聖也、宮口久美 二宮奈那子                                                        | 伊東葉子   | 3月28日             |

## 藍光&DVD
| 卷數 | 發賣日期      | 收錄話數       | 規格編號   | 規格編號          | 規格編號  | 規格編號         |
| 卷數 | 發賣日期      | 收錄話數       | 藍光特装版 | 藍光 A-on STORE版 | DVD特装版 | DVD A-on STORE版 |
| ---- | ------------- | -------------- | ---------- | ----------------- | --------- | ---------------- |
| 1    | 2021年3月26日 | 第1話、第2話   | BCXA-1540  | BCXM-1597         | BCBA-5000 | BCBM-5025        |
| 2    | 2021年4月27日 | 第3話、第4話   | BCXA-1541  | BCXM-1598         | BCBA-5001 | BCBM-5026        |
| 3    | 2021年5月26日 | 第5話－第6話   | BCXA-1542  | BCXM-1599         | BCBA-5002 | BCBM-5027        |
| 4    | 2021年6月25日 | 第7話－第8話   | BCXA-1543  | BCXM-1600         | BCBA-5003 | BCBM-5028        |
| 5    | 2021年7月28日 | 第9話－第10話  | BCXA-1544  | BCXM-1601         | BCBA-5004 | BCBM-5029        |
| 6    | 2021年8月27日 | 第11話－第12話 | BCXA-1545  | BCXM-1602         | BCBA-5005 | BCBM-5030        |

## 播放平台
| 播放地區   | 播放電視台 | 播放日期               | 播放時間（UTC+9）       | 備註                             |
| ---------- | ---------- | ---------------------- | ----------------------- | -------------------------------- |
| 東京都     | TOKYO MX   | 2021年1月10日－3月28日 | 星期日 22:30－23:00     |                                  |
| 日本全國   | BS11       | 2021年1月12日－3月30日 | 星期二 24:00－24:30     | 製作參加 衛星電視 「ANIME+」節目 |
| 近畿廣域圈 | 每日放送   | 2021年1月12日－3月30日 | 星期二 26:30－27:00     | 製作參加 「動畫特區」第1部       |
| 日本全國   | AT-X       | 2021年2月1日－4月5日   | 星期一 20:30－21:00     | 衛星電視 有字幕，有重播          |
| 香港       | 翡翠台     | 2024年4月25日－5月31日 | 星期四、五 17:20－17:50 | 衛星電視 有字幕                  |

## 外部連結
- 官方网站 （日語）
- 花樣滑冰Stars的X（前Twitter） （日語）